# آیشا اروتیکا
آیشا اروتیکا (به انگلیسی: Ayesha Erotica؛ زادهٔ ۱۱ اوت ۱۹۹۶) تهیه‌کنندهٔ موسیقی، خواننده-ترانه‌پرداز و رپر آمریکایی می‌باشد. وی به‌خاطر تصویر مبهم رسانه‌ای و موسیقی پر از بار جنسی‌اش شناخته می‌شود و آهنگ‌های او اغلب الهام‌گرفته از دههٔ ۲۰۰۰ هستند و صدایی الکترونیک دارند.
اروتیکا فعالیت موسیقی خود را از سال ۲۰۱۵ تحت نام هنری آیشا اروتیکا آغاز کرد و در دو سال بعد به‌صورت مستقل دو آلبوم، دو ئی‌پی و چندین تک‌آهنگ منتشر نمود. او با همکاری با خوانندگانی مانند اسلیتر و دت کید شهرت دست یافت و سپس از سال ۲۰۱۸ تا ۲۰۲۳ به‌طور موقت فعالیت خود را متوقف کرد.

## زندگی شخصی
اروتیکا یک زن تراجنسیت است.